# Кисляково (Костромская область)
Кисляково — деревня в Буйском районе Костромской области России. Входит в состав Центрального сельского поселения.

## География
Деревня находится в западной части Костромской области, в подзоне южной тайги, в пределах Галичско-Чухломской возвышенности, к северу от реки Шачи, на расстоянии приблизительно 23 километров (по прямой) к северо-востоку от города Буй, административного центра района.

### Климат
Климат характеризуется как умеренно континентальный, с продолжительной холодной многоснежной зимой и коротким сравнительно тёплым летом. Среднегодовая температура воздуха — 2,6 °C. Средняя температура воздуха самого холодного месяца (января) — −12 °C (абсолютный минимум — −46 °C); самого тёплого месяца (июля) — 18,2 °C (абсолютный максимум — 35 °С). Безморозный период длится около 112—115 дней. Продолжительность периода активной вегетации растений (выше 10 °C) составляет примерно 125 дней. Годовое количество атмосферных осадков — 610 мм, из которых 424 мм выпадает в период с апреля по октябрь. Снежный покров держится в течение 150—160 дней.

### Часовой пояс
Деревня Кисляково, как и вся Костромская область, находится в часовой зоне МСК (московское время). Смещение применяемого времени относительно UTC составляет +3:00.

## Население
| 2008 | 2010 | 2014 |
| ---- | ---- | ---- |
| 0    | →0   | →0   |